# Fate of Hellas
Fate of Hellas là phiên bản mở rộng độc lập của trò chơi máy tính thuộc thể loại chiến lược thời gian thực lấy bối cảnh Hy Lạp cổ đại là Ancient Wars: Sparta do hãng World Forge phát triển và JoWood Russobit-M phát hành vào ngày 4 tháng 4 năm 2008 tại châu Âu, riêng ở Hoa Kỳ do hãng Dreamcatcher đảm trách phát hành vào ngày 5 tháng 5 cùng năm với tên gọi Great War Nations: The Spartans.
Fate of Hellas có thêm hai phần chiến dịch mới gồm Sparta và Macedonia, đồng thời bổ sung thêm nhiều đơn vị quân mới cho ba phe cũ từ phiên bản trước.

## Cách chơi
Về cơ bản lối chơi của Fate of Hellas không khác gì so với phiên bản trước. Người chơi vẫn thực hiện việc khai thác các nguồn tài nguyên cơ bản như thức ăn, gỗ, vàng và dùng nó xây dựng công trình và phát triển công nghệ. Vàng là nguồn tài nguyên giới hạn, nên chúng có giá trị rất lớn, ảnh hưởng đến trận đánh. Đa số nhiệm vụ trong Sparta đều đòi hỏi xây dựng những công trình lớn cần nhiều vàng để nghiên cứu và nâng cấp vì thế đòi hỏi người chơi sử dụng nguồn tài nguyên này một cách hợp lý. Bên cạnh đó vàng rất cần thiết cho việc phòng thủ bằng cách xây dựng những bức tường chắn và những bẫy đá và chông đặt ở vị trí thích hợp sẽ tiêu diệt hiệu quả kẻ thù.
Những yếu tố gió và lửa trong game cũng đáng chú ý, nó có ảnh hưởng cho toàn cục trận đấu. Một chiến thuật tốt là sự phối hợp giữa các quân thiện chiến với những cỗ máy bắn đá lợi hại sẽ mang lại chiến thắng cho người chơi. Mặc dù có những cải tiến như vậy nhưng WorldForge vẫn không thể hiện triệt để, có những thay đổi lớn cho 1 game chiến thuật bởi trò chơi vẫn nằm trong một mô típ cũ: khai thác tài nguyên, xây dựng quân đội và tấn công.
Không có gì đặc sắc về cách chơi để người chơi có thể thực sự vận dụng kinh nghiệm của mình cho từng đơn vị chơi và chiến thuật trong game. Điều này phụ thuộc tài nguyên trên mỗi bản đồ và như đã nói ở trên, vàng quyết định mọi thứ đã giảm tính đi chiến lược trong trò chơi. Ngoài ra AI của máy cũng tốt, có khả năng dụ quân, vừa đánh vừa rút quân, dụ lính vào bẫy đã được lập sẵn, tập trung lực lượng tiêu diệt những lính còn ít máu. AI của máy là vậy nhưng khi người chơi điều khiển thì những đội quân bên dưới mặc dù không có lệnh điều khiển nhưng tự động lao lên tham chiến. Điều này ảnh hưởng khá lớn đế tính chiến thuật của người chơi.

## Chơi mạng
Chế độ chơi chơi mạng được sử dụng từ chế độ Skirmish (Đối kháng) của phần chơi đơn, ở chế độ này có tất cả chín bản đồ để người chơi có thể chiến đấu với AI của máy, chơi với bạn bè, thành lập những team để chơi với nhau. Tuy nhiên một số chức năng bị giới hạn ở phần chơi này.

## Đồ họa và âm thanh
Đồ họa 3D của Fate of Hellas mô tả tốt về một thế giới cổ đại, với những công trình kiến trúc đồ sộ trong game. Những chiếc xe bắn đá, những cỗ xe ngựa kéo, thuyền, voi, và các công trình khác đều được mô phỏng tốt. Hiệu ứng thời tiết được chú trọng, gió mang tính ảnh hưởng khác lớn tác động với lửa mang lại những ảnh hưởng cho quân đội cả trên biển lẫn trên đất liền. Bên trong môi trường còn có những chuyển động nhỏ như rắn trườn trên mặt, mặt nước nhấp nhô phản chiếu mọi vật. Âm thanh thì không thực sự tốt, trên chiến trường chỉ có vài tiếng va chạm binh khí với nhau, nghèo nàn trong cách thể hiện, nhạc nền thường lập đi lập lại.